# Mühlengefälle
Mühlengefälle ist eine historische Bezeichnung für eine Abgabe, die für das Getreidemahlen in den (königlichen) Mühlen anfiel. Besondere Bedeutung erlangte der Begriff im Berliner Raum seit dem 15. Jahrhundert etwa ab 1448, nachdem Kurfürst Friedrich II. die städtischen Mühlen nach einem Aufstand 1442–1448 der markgräflichen Regierung unterstellt hatte. Je nach Getreideart und Menge wurde die „Steuer“ bis ins 19. Jahrhundert erhoben. Grundlage war immer das vorherige Halbjahr. Für ein Scheffel Weizen beispielsweise 1806 galten 7 Groschen und 11 Pfennig, Roggen 5 Groschen und 11 Pfennig, Gerste 5 Groschen und 1 Pfennig.